# Дуб Спасителя
Дуб Спаси́теля — ботанічна пам'ятка природи місцевого значення в Україні. Розташована в межах Шептицького району Львівської області, на схід від села Муроване (поруч з автошляхом Т 1404). 
Статус надано згідно з рішенням Львівської обласної ради від 14.07.2011 року, № 206. Перебуває у віданні Мурованської сільської ради. 
Статус надано з метою збереження одного екземпляра вікового дуба. 